# فايف نايتس آت فريديز (لعبة فيديو)
فايف نايتس آت فريديز (بالإنجليزية: Five Nights at Freddy's)‏ هي لعبة فيديو من نوع رعب البقاء، التأشير والنقر من تطوير ونشر سكوت كاوثون، وهي اللعبة الأولى في السلسلة.
اصدرت العنوان في أغسطس 2014 على حواسيب ويندوز عبر خدمتي ديسورا و‌ستيم، ولاحقاً اصدرت على أجهزة آي أو إس، و‌أندرويد، و‌ويندوز فون المحمولة.

## الشخصيات
مايك شميت: شاب في الخامس والعشرين من عمره قرر أن يعمل بمطعم فريدي فازبير للبيتزا، ورغم خطورة عمله وأجره الزهيد (4دولارات في الساعة) إلا أنه قد أكمل لياليه السبع في اللعبة تلعب دور مايك شميت حيث عليك اثناء دوام العمل ان تهرب من الاليات بكل ما لديك من وسائل النجاة.
فريدي فازبير: هو الي على شكل دب بني اللون يقوم بملاحقة مايك كبقية الاليات.يعمل فريدي في فرقة المطعم كمغن رئيسي ويرتدي في السهرات ربطة عنق سوداء وقبعة سوداء صغيرة.
يعتبر فريدي أخطر آلي وذلك بسبب عدائيته وشراسته.و هو اخر الي يبدا بالتحرك.
بوني الارنب: آلي على شكل أرنب بنفسجي. في الحفلات يرتدي ربطة عنق حمراء.
يأخذ بوني مكانا في فرقة فريدي كعازف غيتار إلكتروني.و هو أول الي يبدا بالتحرك.
تشيكا: آلية على شكل دجاجة صفراء.تشيكا هي الأنثى الوحيدة في اللعبة وهي الوحيدة التي تملك منديلا مكتوب عليها عبارة "!LET'S EAT“ ،"لنأكل!!!“ وهي الآلية الوحيدة التي لديها طقم أسنان مزدوج والذي قد يكون ملكا لبشري ما قضت عليه.
تأخذ تشيكا مكانها في فرقة فريدي كمغنية ثانوية.
و هي ثاني الية تبدا بالتحرك بعد باني.
فوكسي: آلي على شكل ثعلب احمر اللون.
لدى فوكسي طريقة غريبة في المطاردة إذ كلما وجد أو أحس فوكسي بأن مايك مختبإ يختبئ هو الآخر وبعد دقائق يقوم بالقفز للانقضاض على مايك أو على الأقل بإفزاعه.
عكس باقي الآليات فهو ليس في فرقة فريدي ولكنه يعمل كمرفه للأطفال.وهو الرابع الذي يبدا بالتحرك.
رجل الهاتف: لم يتم ذكر الكثير عنه ولكنه أول حارس ليلي سابق ينجو من شر الدمى بالمطعم، لكنه لم ينج من الموت حيث تم قتله في الليلة الخامسة.في اللعبة، يلعب دور المرشد حيث يقوم بارشاد مايك (اللاعب) كي يتخطى كل الليالي بنجاح.

## قصة اللعبة
تبدأ قصة اللعبة حول حارس مطعم بيتزا، ويبدأ الدوام منذ الساعة الثانية عشرة ليلاً، ويواجه حارس المطعم خطورة أربعة اليات لشخصيات الرسوم المتحركة المرعبين، وهم يقومون بملاحقته ليلا لتخويفه وقتله، وفي حال نجا سيتمكن من الحصول على راتب الشيك لا يتجاوز 120 دولار أمريكي.
ّّّّّّ*في الليلة الأولى يتصل بك المرشد عن طريق الهاتف المسمى بكل بساطة رجل الهاتف يذكر لك ان الاليات تكون في الليل في وضعية التجوال الحر وإذا راتك ستعتقد انك هيكل الي خرج عن جسد صاحبه وليس هذا فقط بل أيضا يذكر حادثتا تسمى بعضة ال87
بعبارة أخرى يبدو ان أحد الاليات قامت بمهاجمة أحد الزبائن لانها كانت أيضا تسمح لها بالتجوال في النهار لكنها منعت عن ذلك بسبب الحادثة، الضحية عاشت ولكن الهجوم قد اسفر عن فقدان الفص الجبهي للضحية، لم يتم معرفة أي من الاليات كان المسؤول عن الحادثة لكن بعد التحقيقات التي أجرتها الوحدات الأمنية تمت مرشح لذلك وهو فوكسي الثعلب لان لديه فكين كبيرين قويين مرصعين بالانياب الحادة ما يجعله أكثر الاليات قدرتا على التسبب باضرار خطيرة فتم سجنه لبعض الأيام حتى ظهرت نتائج جديدة تأكد أن جميع شخصيات المطعم قد تكون المتسببة في الحادثة فتم إطلاق سراح فوكسي وتم الإتصال شخصيات المطعم لإستكمال التحقيقات فأنكرت الشخصيات تسببها بالحادثة فبعضها قال «مستحيل أن أفعل هذا بالزبائن» وآخرين قالوا «لم أكن في المطعم ذلك اليوم» فتم إطلاق سراح الشخصيات وحذرتهم الوحدات الأمنين أنهم سيعيدون الإتصال بهم بعد اكتشاف دلائل جديدة، وفي عام 2018 ظهرت نتائج جديدة بعد إرسال دورية إلى المطعم للحصول على كتاب ملفات المطعم فبعد تحليل الكتاب إكتشفوا أن شخصية فريدي عنيفة في بعض الأحيان وأن الحادثة حدثت في النهار يعني فقط الشخصيات الفترة الصباحية تكون مشتبه بها فأعادوا الإتصال بهذه الشخصيات فمعضمهم صرح بأنه لم يشاهد الحادثة ولم يكن هناك، فتم إستجواب فريدي فصرح أنه يغضب في بعض الأحيان وأضاف أنه لا يستطيع أن يصيب الضحية بتلك الإصابات الخطيرة لكن تفطنت الوحدات الأمنية بأنه يمكن بسبب غضبه إرتكب هذا الاعتداء فسجنوه لبعض الوقت حتى يتأكدوا أنه ليس الفاعل، فتتواصل حاليا التحقيقات حتى يتم تحديد المشتبه به الرئيسي.
- في الأول ذكرنا اربع خصوم ولكن هناك شخصية خامسة تشبه فريدي الا ان لونه اصفر

أطلق عليه محبي اللعبة اسم golden Freddy وتعني فريدي الذهبي لكن تشير ملفات اللعبة على ان اسمه الحقيقي هو yellow bear وتعني الدب الاصفر
المأشر الوحيد على ظهوره هو وجود ملصق لوجهه معلق على الحائط ملتقطا بالكاميرا 2B وإذا عاد الاعب إلى الغرفة الرئيسية فسيجد فريدي الذهبي امامه ثم بعد لحظات من هجومه تتعطل اللعبة فجأ ثم بعد ان تعود اللعبة إلى العمل سيلاحظ اللاعب اختفاء فريدي الذهبي
خلافا لبقية الاليات، فريدي الذهبي هو الالي الذي يستطيع الدخول إلى الغرفة الرئيسية حتى لو كانت الابواب مغلقة لكن بنفس القدر من الغرابة شاشة كاميرا المراقبة لا تظهر أي انعكاس له مما يجعل المرء يعتقد ان فريدي الذهبي نوع من الاوهام
- في الليلة الخامسة وبدلا من سماع رجل الهاتف يتحدث يحصل اللاعب على تسجيلة صوتية تصبح مفهومة إذا تم عكسه

## وصلات خارجية
- فايف نايتس آت فريديز على موقع IMDb (الإنجليزية)
- الموقع الرسمي
- Five Nights at Freddy'son Desura
- Five Nights at Freddy's on مود دب
- Five Nights at Freddy's on ستيم
- Five Nights at Freddy's on جوجل بلاي